# Bivesiculoides otagoensis
Bivesiculoides otagoensis är en plattmaskart som beskrevs av Harold Winfred Manter 1954. Bivesiculoides otagoensis ingår i släktet Bivesiculoides och familjen Bivesiculidae. Inga underarter finns listade i Catalogue of Life.